# ベアネイキッド・レディース

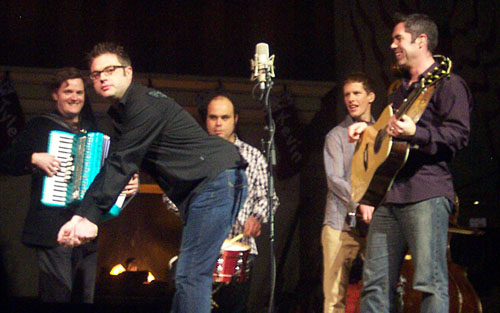
ベアネイキッド・レディース（2004年）

ベアネイキッド・レディース（Barenaked Ladies）は、カナダのオンタリオ州トロント出身のオルタナティヴ・ロック・バンド。BNLと略して表記されることも。
1988年に結成。1992年にメジャー・デビュー。カナダで高い人気を誇るバンドのひとつである。アメリカでも、1998年リリースのアルバム『Stunt』がミリオン・セラーとなり、グラミー賞にも2度ノミネートされるなど、高い評価を得ている。
ラップ調からバラードまで幅広く歌いこなすスティーヴン・ペイジとエド・ロバートソンのツイン・ボーカルと、コミカルでフレンドリーなステージ・パフォーマンスが特徴だが、2009年にスティーヴンが脱退。現在はエドを中心とした男性4人組バンドとして活動している。
代表曲は「Brian Wilson」「The Old Apartment」「One Week」「Pinch Me」など。

## 経歴
1988年、トロント郊外のスカーバロー（現在はトロントの一地区）で、最初はスティーヴン・ペイジ（ボーカル、ギター）とエド・ロバートソン（ボーカル、ギター）のデュオとして結成。小学校からの幼馴染だった2人は結成当時、まだ18歳だった。1990年までには他に、ジム・クリーガン（ベース）、ジムの弟のアンディ・クリーガン（キーボード）、タイラー・スチュワート（ドラム）というメンバー構成となる。この頃に自主制作されたいくつかのデモ・テープ、特に1991年に録音された『The Yellow Tape』がカナダのインディー・シーンで大きな話題を呼ぶ。
1992年にはアメリカのリプリーズから、アルバム『ゴードン』でメジャー・デビュー、カナダでは大ヒットを記録し、1993年にはカナダ版グラミー賞とされるジュノー賞で「グループ・オブ・ザ・イヤー」を獲得した（これ以降、彼らは何度も同賞の受賞者/候補者となっている）。1995年、アンディが脱退。1996年、サード・アルバム『ボーン・オン・ア・パイレーツ・シップ』リリース。シングル・カットされた「The Old Apartment」のビデオ・クリップは、バンドの大ファンだというカナダ出身俳優ジェイソン・プリーストリーが監督を務めた。同年には初のライブ・アルバム『Rock Spectacle』もリリース。アンディの後任として加入したケヴィン・ハーン（キーボード）が同作から正式にクレジットされている。1997年、ジェイソン・プリーストリー主演の人気米TVドラマ『ビバリーヒルズ青春白書』にゲスト・バンドとして出演。
カナダでは順調にトップ・バンドに成長した彼らがアメリカでブレイクを果たしたのは、1998年。アルバム『スタント』（全米3位）と同作からのファースト・シングル「One Week」（全米1位）によってだった。彼らはアメリカでアリーナ級の会場をまわる大規模な『Stunt』ツアーを敢行。その熱狂の様子は、またもジェイソンが監督した1999年のドキュメンタリー映画『Barenaked in America』に記録された。この時期、ケヴィンが白血病のために入院、一時バンドを離れるという不運にも見舞われていたが、奇跡的に快復し、ツアーの途中で復帰している。ちなみに1999年3月にバンドは来日しているが、アメリカでの人気の余波は日本には届いておらず、渋谷ON AIR WEST（現・Shibuya O-WEST）・心斎橋クラブクアトロと、クラブ規模の会場2か所で公演を行った。
2000年、アルバム『マルーン』をリリース、全米5位を記録する。シングル・カットされた「Pinch Me」もヒット。2001年、初のベスト・アルバム『グレイテスト・ヒッツ』発表。2004年、メジャーから離れ、自主レーベルからアルバム『Barenaked for the Holidays』（クリスマス・ソングを収録した企画盤）をリリース、しばらくこの自主レーベルからの作品発表が続く。2007年、米TVドラマ『ビッグバン★セオリー/ギークなボクらの恋愛法則』のオープニング主題歌を提供。
2008年、スティーヴンがドラッグ（コカイン）所持容疑で、交際していたガールフレンドと共にアメリカで逮捕。クリーンなイメージが強いバンドとそのフロントマンのスキャンダルに、メディアとファンは驚いたが、後に不起訴処分となる。2009年2月、スティーヴンが脱退を表明。彼は同年、別居状態にあった妻と離婚し、2011年、前述のガールフレンドと結婚。ニューヨーク州に住み、ソロ活動を続けている。
スティーヴンが抜けたバンドは、エドを中心に4人編成で活動を継続。2013年にアメリカのヴァンガードからリリースしたアルバム『Grinning Streak』は、2003年のアルバム『Everything to Everyone』と同じく全米10位と、10年ぶりにアメリカ・チャートのトップ10にランクインした。

## ディスコグラフィ

### スタジオ・アルバム
- 『ゴードン』 - Gordon (1992年)
- 『メイビー・ユー・シュッド・ドライヴ』 - Maybe You Should Drive (1994年)
- 『ボーン・オン・ア・パイレーツ・シップ』 - Born on a Pirate Ship (1996年)
- 『スタント』 - Stunt (1998年)
- 『マルーン』 - Maroon (2000年)
- Everything to Everyone (2003年)
- Barenaked Ladies Are Me (2006年)
- Barenaked Ladies Are Men (2007年)
- All in Good Time (2010年)
- Grinning Streak (2013年)
- Silverball (2015年)
- Fake Nudes (2017年)
- Detour de Force (2021年)
- In Flight (2023年)

### 企画アルバム
- Barenaked for the Holidays (2004年)
- As You Like It (2005年)
- Snacktime! (2008年)

### ライブ・アルバム
- 『ロック・スペクタクル・ライヴ』 - Rock Spectacle (1996年)
- Play Everywhere for Everyone (2004年)
- Extended Versions (2006年)
- Talk to the Hand: Live in Michigan (200年)
- BNL Rocks Red Rocks (2016年)

### コンピレーション・アルバム
- 『グレイテスト・ヒッツ』 - Disc One: All Their Greatest Hits 1991-2001 (2001年)
- iTunes Originals – Barenaked Ladies (2006年)
- Hits from Yesterday & the Day Before (2011年)
- Stop Us If You've Heard This One Before (2012年)
- Original Hits, Original Stars (2019年)